# Лёвшин, Василий Алексеевич
Василий Алексеевич Лёвшин (6 [17] августа 1746 или 17 июля 1746, Смоленск — 29 июля [10 августа] 1826 или 10 августа 1826, Темрянь, Белёвский уезд, Тульская губерния) — тульский помещик из рода Лёвшиных. Известен как издатель и литератор, автор многочисленных сельскохозяйственных и экономических руководств, наставлений по домоводству, ветеринарии, сказок. Один из основоположников кулинарной литературы в России. Масон.

## Биография
Получил домашнее образование. В 1765 году поступил в Новотроицкий кирасирский полк. Участвовал в русско-турецкой войне 1768—1774 годов; в 1772 году, после смерти отца, вышел в отставку в чине поручика. Жил в имении Темрянь, совладельцем которого он был.
В 1779—1782 годах он был заседателем Белёвского уездного суда Тульской губернии, в 1793—1796 годах — судья Белёвского уездного суда.
В 1782—1786 годах сотрудничал в журнале «Городская и деревенская библиотека» Н. И. Новикова. С 1793 (1791 ?) года — член и непременный секретарь, а в 1804—1808 годах — член комитета Вольного экономического общества. За оригинальное решение экономических задач Вольное экономическое общество наградило В. А. Лёвшина 17 золотыми и 4 серебряными медалями. Сотрудничал в «Записках деяний» указанного общества, «Круге хозяйственных сведений». С 1795 года — член королевского Саксонского экономического общества.
С 1803 года — при статс-секретаре Александра I А. А. Витовтове. В 1804 году — надворный советник. С 1804 года — член Филантропического общества, с 1806 года — член Итальянской Академии наук в Неаполе. С 1806 года — коллежский советник. В 1807 году состоял при А. Н. Голицыне. С 15 октября 1808 года — почётный член императорского Общества испытателей природы.
В 1818 году вышел в отставку с чином статского советника. С 7 ноября 1818 года — почётный член Санкт-Петербургского Вольного общества любителей словесности, наук и художеств, с 1821 года — Московского общества сельского хозяйства. Руководил театром в Калуге.
Масон, был назначен Н. И. Новиковым верховным орденским начальником, затем передал этот пост своему зятю.
Первоначально владел более 500 душ крестьян, затем 60 душ крестьян в Белёвском и Одоевском уездах Тульской губернии.
Жил литературным трудом, — в нужде, имел большой долг, почти потерял зрение, делал переводы при помощи своих детей. В браке с Ф. С. Казяевой родилось 6 сыновей, из них двое умерли в младенчестве.
Скончался в селе Темрянь Белёвского уезда Тульской губернии. Похоронен на кладбище возле церкви Покрова Пресвятой Богородицы. Надгробие не сохранилось.

## Творчество
Первой книгой В. А. Лёвшина стали «Загадки, служащие для невинного разделения праздного времени» (1773).
Его сочинения составляют около 250 томов; он автор около 20 комических опер (переведённых и переработанных), в том числе: драма «Торжество любви» (М., 1787); «Словарь ручной натуральной истории» (М., 1788); «Всеобщее и полное домоводство» (М., 1795); «Полная хозяйственная книга» (М., 1813—1815). Драматические произведения Лёвшина вошли в его «Труды» (М., 1796).
Автор утопической повести «Новейшее путешествие, сочинённое в городе Белёве» (1784), в которой впервые в русской литературе был описан полёт на Луну.
Большим успехом пользовался сборник рыцарских волшебно-приключенческих повестей Лёвшина «Русские сказки» (1780—1783).
Его «Топографическое описание Тульской губернии» (1803; рукопись впервые опубликована в полном объёме в 2006) — один из первых трудов по истории Тульского края.
Им созданы «Родословная книга благородных дворян Лёвшиных» (1791), «Историческое сказание о выезде, военных подвигах и родословии благородных дворян Лёвшиных» (1812), книги о Б. П. Шереметьеве, Г. А. Потёмкине, А. В. Суворове.
В числе трудов по сельскохозяйственной тематике «Садоводство полное» (1805—1808), «Цветоводство подробное, или флора русская» (1826), «Совершенный егерь, стрелок и псовый охотник, или Знание о всех принадлежностях к ружейной и псовой охоте» (1779 в двух томах, 1791 в трёх томах), «Псовый охотник» (1810), «Книга для охотников до звериной, птичьей и рыбной ловли, также до стрельбы» в четырёх томах (1810—1814).
С 1814 по 1815 год В. А. Левшин издавал журнал «Экономический и технологический магазин».
Многое осталось неизданным: «Руководство для деятельного филантропа», «Молитвы», «Речь в шотландской ложе».
«Русская поварня» (1816) — «наставление о приготовлении всякого рода настоящих русских кушаньев и о заготовлении впрок разных припасов».
современные издания
- Вечерние часы, или сказки славян древлянских. Ч. 1-2. — Иваново: Издательство «Роща», 2019. — ISBN 978-5-604115-99-2.
- Вечерние часы, или сказки славян древлянских. Ч. 3-4. — Иваново: Издательство «Роща», 2020. — ISBN 978-5-604370-02-5.
- Русские сказки. В 2 кн. — Иваново: Издательство «Роща», 2016.—ISBN 978-5-990556-33-1; ISBN 978-5-9905563-62.

С 2021 года в Тульской области проводится историко-гастрономический фестиваль «Лёвшинский обед». Сет-меню ориентируется на книгу «Русская поварня» Василия Лёвшина. Шеф-повара ресторанов Тулы и области переосмысляют рецепты и создают блюда в современном ключе с сохранением исторической основы.

## Комментарии
1. ↑  Герой повести Нарсим изобретает «летающую машину» (орудие) из дощатого ящика и восьми орлиных крыльев. На середине расстояния воздух закончился и начался эфир. На Луне Нарсим обнаруживает леса, города и деревни. Собравшиеся вокруг него «лунные жители» или «лунатисты» называют его Квалбоко и «пришлец». Нарсиму объясняют, что «во всей Луне нет государей», но всем управляют старики. Огромные здания лунных жителей не имеют окон, так как их стены состоят из «прозрачных цветных камней». Во всем царит «равенство чад», а лунатисты занимаются преимущественно земледелием и скотоводством. Закон естественный служит им единственным руководством. Тем временем, на Луну возвращается настоящий Квалбоко и рассказывает об ужасах пребывания на Земле. Квалбоко побывал в Стамбуле и его турки заключили в тюрьму за то, что он чтит Бога без упоминания Магомета. Квалбоко едва не был подвергнут обрезанию, но откупился золотыми пуговицами.